# Mona Christensen
Mona Christensen född den 15 oktober 1945 på Rigshospitalet i København är en tidigare aktiv dansk handbollsspelare.

## Karriär
I inledningen av sin landslagskarriär spelade Mona Christensen för HG (Handelstandens GF) som var en idrottsförening i Köpenhamn som 1927 tog upp handboll på programmet. Klubben har vunnit 12 Danska mästerskap i damhandboll, det sista 1977. 1971 bytte hon klubb till Rødovre HK där hon spelade till säsongslut 1972-1973. Hon återgick sedan till HG där hon spelade åtminstone till säsongslut 1976-1977.
Landslagsdebut den 4 februari 1968 vid 22 års ålder mot Sverige i Falköping i en dansk 8-4-seger. Mona Christensen gick mållös från planen. Hon spelade sedan 117 landskamper för Danmark och lade bara 27 mål vilket betyder att hon var försvarsspelare i första hand. Som lagkamrater i danska laget i Falköping hade hon Anne-Mari Nielsen, Annette Dahl och Hanne Lagerbon. Hon spelade för Danmark  VM 1971, VM 1973 och VM 1975. Danmark placerade sig som 6:a 1971, 7;a 1973 och 9:a 1975 men Danmark var enda nordiska nation som spelade VM i damhandboll på 1970-talet. VM 1975 var slutet i Mona Christensens karriär men hon spelade en landskamp till den 12 december 1976 mot DDR i Polen. Danmark förlorar med 9-18. Mona Christensen är 7 år äldre än näst äldsta spelaren och den som har flest landskamper.

### Fotnoter
1. ↑  ”Haslund info / Mona Christensen”. http://www.haslund.info/haandbold/20_dame/20_spillere/chrmon.asp. Läst 21 mars 2019.